# پرینس (سیگار)
پرینس  (به انگلیسی: Prince) یک برند سیگار ایجاد شده در دانمارک است؛ که در حال حاضر توسط بریتیش امریکن توباکو تولید می‌شود. این برند در سال ۱۹۵۷ پایه‌گذاری گردید.